# Miles Mentor
Die Miles M.16 Mentor war ein dreisitziger Kabineneindecker der Royal Air Force. Zu ihren Primäraufgaben zählte die Instrumentenschulung bei Tag- und Nachtflügen. Weitere Einsatzgebiete waren die Funkerausbildung und Verbindungsflüge.

## Geschichte
Entsprechend der 1937 erfolgten Ausschreibung 38/37 des britischen Air Ministry für ein dreisitziges Kabinenflugzeug mit einem 200 PS de Havilland Gipsy Six Triebwerk, entwickelte Miles aus der Miles M.7 Nighthawk die M.16. Die Ausschreibung verlangte die Ausstattung mit einer Doppelsteuerung, Türen auf beiden Seiten, Blindfluginstrumenten und Landelichtern. Auch sollte eine Funkausrüstung mitgeführt werden können.
Der Prototyp mit der RAF-Seriennummer L4392 hob mit H. Skinner am Steuer am 5. Januar 1938 zum Jungfernflug ab. Die Leistungswerte der Maschine erwiesen sich jedoch gegenüber denen der Nighthawk unterlegen. Auch die Steuerung war schwieriger zu beherrschen. Trotzdem wurde eine offizielle Erprobung durchgeführt, die anscheinend auch die Verwendbarkeit für den geplanten Zweck nachweisen konnte. So erhielt Miles einen Bauauftrag über insgesamt 44 weitere Maschinen. Alle gefertigten Exemplare flogen im Dienst der Royal Air Force, wovon nur eine den Zweiten Weltkrieg überstand. Diese Mentor (L4420) erhielt die zivile Zulassung G-AHKM, stürzte jedoch am 1. April 1950 ab.

## Konstruktion
Die Mentor war eine Holzkonstruktion. Da sie aus der Miles Nighthawk entwickelt werden konnte, brauchten für die Konstruktionsarbeiten lediglich 630 Mannwochen aufgewendet werden. Die Mentor besaß eine einteilige vordere Perspex-Cockpitverglasung, wie sie auch schon bei der Miles M.11 Whitney Straight eingesetzt wurde.

## Betreiber
Vereinigtes Königreich
- Royal Air Force

## Technische Daten
| Kenngröße             | Daten                                                                 |
| --------------------- | --------------------------------------------------------------------- |
| Besatzung             | 1                                                                     |
| Passagiere            | 2                                                                     |
| Länge                 | 7,98 m                                                                |
| Spannweite            | 10,60 m                                                               |
| Flügelfläche          | 16,81 m²                                                              |
| Leergewicht           | 898 kg                                                                |
| Startgewicht          | 1230 kg                                                               |
| Höchstgeschwindigkeit | 250 km/h                                                              |
| Triebwerke            | ein 6-Zylinder-Reihenmotor de Havilland Gipsy Six mit 200 PS (147 kW) |